# Mr. Moto
Mr. Moto è un personaggio letterario creato dallo scrittore statunitense John P. Marquand. Nacque inizialmente per una rivista bimestrale americana, The Saturday Evening Post, che cercava un eroe asiatico dopo la fine delle storie di Charlie Chan a causa della morte del suo creatore, Earl Derr Biggers. Ebbe successo in romanzi, film e programmi radiofonici; mentre nei romanzi e nei programmi radiofonici il personaggio è un agente segreto, nei film è un detective.

## Il personaggio nei romanzi
Il personaggio di Mr. Moto apparve in sei romanzi di John P. Marquand pubblicati fra il 1935 e il 1957. Si presenta come I.A. Moto ma in alcuni è chiaro che non è il suo vero nome. I primi romanzi sono ambientati in Paesi del Pacifico negli anni 30. Il protagonista è un occidentale che viene coinvolto nell'azione e lo incontra non rendendosi conto inizialmente che è un agente giapponese. Attraverso una serie di avventure il protagonista scopre l'importanza e le capacità di Moto ma non scopre i suoi segreti. Marquand tiene Moto sullo sfondo piuttosto che al centro dell'azione e tende a mantenere un'aria di mistero intorno al giapponese. Nei primi cinque romanzi, ambientati all'epoca del Giappone imperiale, Moto è appunto un agente dell'Impero; nell'ultimo, ambientato negli anni '50, è un ufficiale dei servizi segreti del governo giapponese filo-occidentale. Moto afferma di avere studiato in due università straniere, di cui una americana. Fisicamente è basso, con capelli neri, elegantemente vestito all'occidentale e sorride spesso mostrando una fila di denti d'oro. Nell'ultimo romanzo, ambientato vent'anni più tardi, è presentato come un uomo di mezza età, i cui capelli sono diventati grigi.

## Il personaggio al cinema
Mr. Moto apparve in otto film usciti fra il 1937 e il 1939; fu interpretato dall'attore Peter Lorre e, a differenza dei romanzi, è il protagonista. È da segnalare che nel 1965 fu girato un'ulteriore e sfortunato film the Return of Mr. Moto interpretato dall'attore Henry Silva. Lorre è stato doppiato in Italia da Gianni Giuliano.
- Tigre verde, regia di Norman Foster (1937)
- Il tesoro di Gengis Khan, regia di Norman Foster (1938)
- Il mistero del guanto avvelenato, regia di James Tinling (1938)
- Mr. Moto coglie l'occasione, regia di Norman Foster (1938)
- Il misterioso Mr. Moto, regia di Norman Foster (1938)
- L'ultimo avvertimento di Mr. Moto, regia di Norman Foster (1939)
- Mr. Moto nell'isola del pericolo, regia di Herbet I. Leeds (1939)
- Mr. Moto va in vacanza, regia di Norman Foster (1939)

Nelle pellicole il personaggio interpretato da Lorre presenta le seguenti caratteristiche:
- ha un'età compresa fra i 30 e i 35 anni
- è di bassa statura
- porta occhiali da vista
- non ha i denti d'oro
- è molto agile ed ha la capacità di camminare con passo felpato
- è dotato di eccezionali doti acrobatiche
- veste all'occidentale ma a casa indossa una veste tradizionale giapponese, la yukata
- è un devoto buddista che conosce canti tradizionali e riti religiosi
- è molto bravo a comporre haiku, suonare lo shamisen e disegnare caricature
- è un agente di polizia internazionale anziché un agente segreto
- è un esperto in Judo e Jujutsu
- parla fluentemente 4 lingue (giapponese, inglese, tedesco e mandarino)
- usa vari travestimenti e ha abilità di prestigiatore e ventriloquo.

## Il personaggio nei programmi radiofonici
Mr. Moto è stato il protagonista di 23 episodi trasmessi alla radio nel 1951. In questi episodi il personaggio presenta delle differenze rispetto ai romanzi e ai film che lo vedono protagonista: è un americano di origine giapponese ed è un agente segreto internazionale; combatte contro gli agenti del comunismo ma si trova occasionalmente coinvolto in episodi criminali come omicidi ed estorsioni.